# Castillo de La Roca
El castillo de la Roca está situado en el municipio de La Roca del Vallés (Vallés Oriental). Es citado por primera vez en la documentación conservada en el año 1030. En este año eran señores del castillo Arnau Mir y René Guillermo de Sarroca y la hija de este último, Guillerma.
Más tarde fue adquirido por Ramón de Cabrera, y en 1287 consta como señor Pere Marqués. En 1374 pasó a su descendiente Pedro Arnau Marqués, que en 1405 lo vendió a Ramón de Torrelles, señor de Rubí. El actual propietario es Antonio Rivière y Manén.